# Phrynomedusa
Phrynomedusa é um gênero de anfíbios da família Phyllomedusidae.
As seguintes espécies são reconhecidas:
- Phrynomedusa appendiculata (Lutz, 1925)
- Phrynomedusa bokermanni Cruz, 1991
- Phrynomedusa dryade Baêta, Giasson, Pombal & Haddad, 2016
- †Phrynomedusa fimbriata Miranda-Ribeiro, 1923
- Phrynomedusa marginata (Izecksohn & Cruz, 1976)
- Phrynomedusa vanzolinii Cruz, 1991